# AR Волопаса
AR Волопаса (лат. AR Boötis) — двойная затменная переменная звезда типа W Большой Медведицы (EW) в созвездии Волопаса на расстоянии приблизительно 1267 световых лет (около 389 парсеков) от Солнца. Видимая звёздная величина звезды — от +13,6m до +12,7m. Орбитальный период — около 0,3449 суток (8,277 часа).

## Характеристики
Первый компонент — жёлтый карлик спектрального класса G9. Масса — около 0,9 солнечной, радиус — около 1 солнечного, светимость — около 0,61 солнечной*. Эффективная температура — около 5382 K.
Второй компонент — оранжевый карлик спектрального класса K1. Масса — около 0,35 солнечной, радиус — около 0,65 солнечного, светимость — около 0,32 солнечной*. Эффективная температура — около 5100 K.